# 玻利瓦尔峰
玻利瓦尔峰（Pico Bolívar）是委内瑞拉的最高峰，海拔4,978.4±0.4公尺。山峰位于委内瑞拉梅里达州，山上终年被雪和三个小冰川覆盖。乘坐索道可以到达埃斯佩霍峰，之后必须步行才能登顶。山峰名称取自西蒙·玻利瓦尔。
它是由圣地亚哥Deiros地球物理登山者，卡洛斯·罗德里格斯和委内瑞拉拿破仑埃尔南德斯地理研究所于2002年测得的。
DGPS接收机进行同时的五（5），双频率使用

## 海拔
海拔4,981公尺的高度是目前的官方数据，这是2006年由GPS测得的。早期使用的5,007公尺的高度也常常使用。